# أندريا إيريت فانس
أندريا إيريت فانس (بالرومانية: Andreea Ehritt-Vanc) مواليد 6 أكتوبر 1973 في تيميشوارا، هي لاعبة كرة مضرب رومانية سابقة بدأت مسيرتها كمحترفة سنة 1992 وكانت تلعب باليد اليسرى، اعتزلت اللعب في 2008. أعلى تصنيف لها في الفردي كان المركز الـ 135 في سنة 2003.

## نهائيات الزوجي

### الفوز (2)
| الرقم | التاريخ      | الدورة                      | السطح  | الشريك                     | المنافسون في النهائي                       | النقاط   |
| 1.    | 21 مايو 2005 | ستراسبورغ، فرنسا            | ترابية | روزا ماريا أندريس رودريغيز | مارتا دوماتشوفسكا مارلين فاينغارتنر        | 6–3, 6–1 |
| 2.    | 6 مايو 2007  | البرتغال المفتوحة، البرتغال | ترابية | أناستازيا روديونوفا        | لورديس دومينغيز لينو أرانتشا بارا سانتونجا | 6–3, 6–2 |

## روابط خارجية
- أندريا إيريت فانس على موقع رابطة محترفات التنس (الإنجليزية)
- أندريا إيريت فانس على موقع الاتحاد الدولي لكرة المضرب (الإنجليزية)
- أندريا إيريت فانس على موقع كأس بيلي جين كينغ (الإنجليزية)
- أندريا إيريت فانس على موقع خلاصة التنس.كوم (الإنجليزية)
- أندريا إيريت فانس على موقع إي إس بي إن.كوم (الإنجليزية)